# Здание Императорской Академии художеств
Здание Императорской Академии художеств на Васильевском острове в Санкт-Петербурге — выдающийся памятник архитектуры раннего русского классицизма, созданный в 1764–1788 годах по проекту французского архитектора Жана-Батиста Мишеля Валлен-Деламота и под руководством русских зодчих Александра Кокоринова и Юрия Фельтена; в настоящее время — здание Санкт-Петербургской академии художеств имени И. Репина, а также Научной библиотеки и Научно-исследовательского музея при современной Российской академии художеств. Расположено по адресу Университетская набережная, дом 17, имеет статус объекта культурного наследия народов РФ федерального значения.

## История
На нынешнем месте здания № 17 по Университетской набережной в начале XVIII века располагались особняки дипломата князя Василия Лукича Долгорукова, президента Коллегии иностранных дел графа Гавриила Ивановича Головкина и президента главного магистрата князя Алексея Григорьевича Долгорукова.

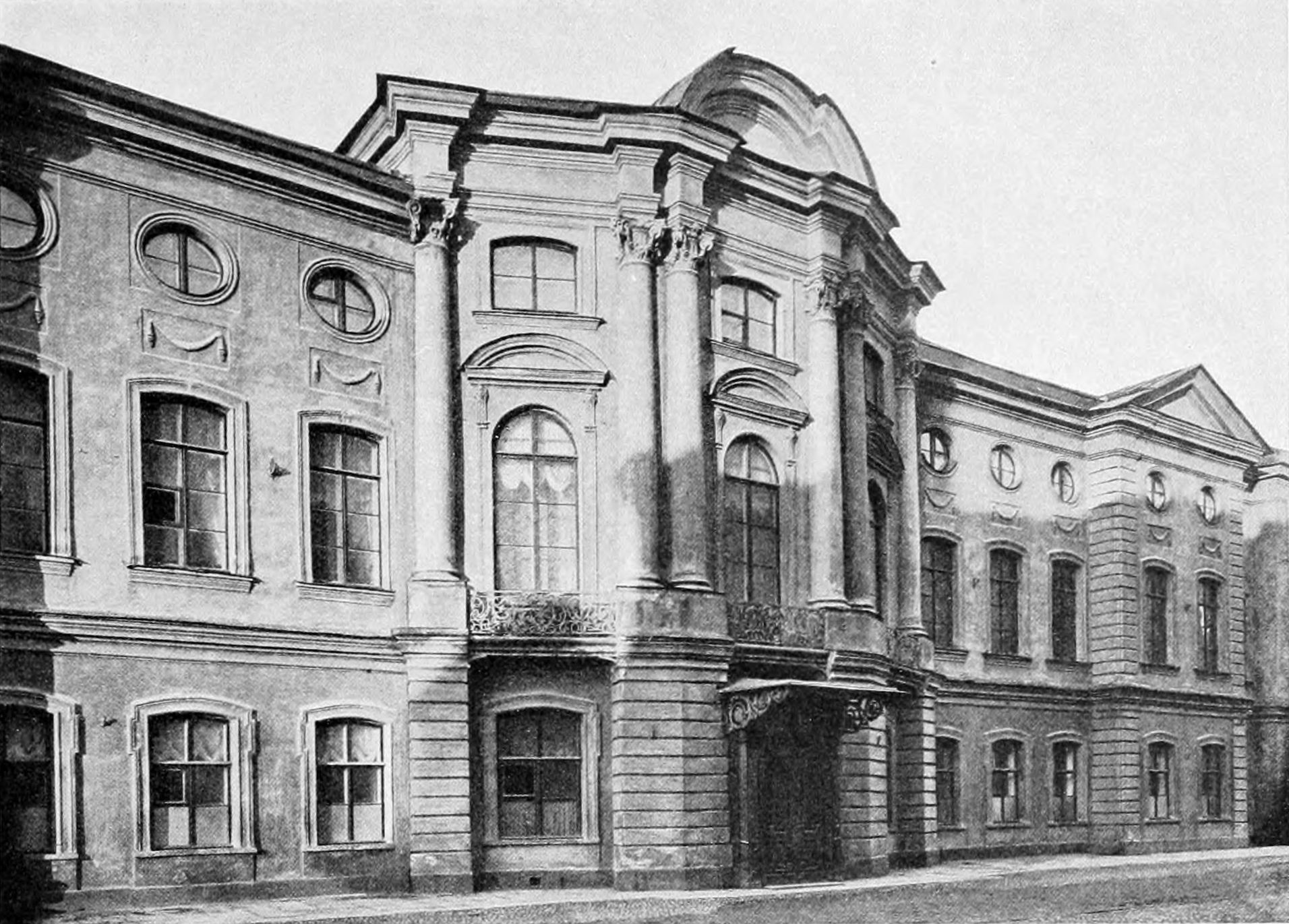
Особняк И. И. Шувалова на Малой Садовой, где первоначально размещалась Академия художеств

Императорская Академия художеств, основанная по инициативе М. В. Ломоносова и И. И. Шувалова по указу императрицы Елизаветы Петровны, первоначально располагалась в одном из зданий, принадлежащих И. И. Шувалову. В 1759 году Академия приобрела дом Алексея Долгорукова, а ещё через четыре года были выкуплены бывшие дома Василия Долгорукова и Гавриила Головкина.
Екатерина II посчитала, что для такого учреждения Российской империи необходимо одно большое новое и уже в 1758 году из Парижа архитектором Жаком Блонделем был прислан проект нового здания, который был императрицей отвергнут. В 1763 году проект необходимого здания представил составил профессор архитектуры Академии Ж. Б. Валлен-Деламот. В 1764 году он был утверждён Екатериной II, и на его сооружение были выделены соответствующие средства.
В годы Великой Отечественной войны, в октябре 1941 года, здание частично было занято госпиталем.
В 1807—1817 годах во внутреннем дворе Академии находилась гранитная колонна, созданная А. Н. Воронихиным (впоследствии перенесена в сад Академии). С 1817 года во дворе находилась гипсовая модель памятника Минину и Пожарскому работы скульптора И. П. Мартоса. В 2003 году во дворе Академии художеств была установлен памятник И. И. Шувалову работы скульптора Зураба Церетели (архитектор Олег Харченко). Также в саду Академии расположены рисовальная мастерская с дорическим портиком и мозаичная мастерская.
В настоящее время в здании расположена Санкт-Петербургская академия художеств имени Ильи Репина. Здесь же находится Музей Российской академии художеств, возведенный в ранг научно-исследовательского.

### Строительство
Торжественная церемония закладки здания состоялась 7 июля 1764 года — в годовщину вступления на престол Екатерины II. Построенное в 1788 году здание стиле классицизма стало творением трёх архитекторов: Жана-Батиста Валлен-Деламота, Александра Филипповича Кокоринова и Юрия Матвеевича Фельтена. Хотя само здание Академии было готово в 1784 году, его отделку завершили в 1788 году. На некоторое время строительство приостанавливалось из-за смерти А. Ф. Кокоринова. В создании такого грандиозного сооружения, кроме указанных выше архитекторов, принимали участие Е. Т. Соколов, Д. Квадри, И. Лукини, А. А. Михайлов, К. А. Тон и Л. Руска. В оформлении интерьеров участвовали художники и скульпторы В. И. Демут-Малиновский, С. С. Пименов, И. П. Мартос.

## Архитектура
Вход в здание Академии — одного из первых петербургских зданий спроектированных по принципам классицизма, был выполнен в виде портика на втором этаже, между колоннами которого стоят копии античных статуй Геркулеса и Флоры, созданные скульптором И. П. Прокофьева. На месте нынешнего вестибюля первоначально был проезд во внутренний двор, который был заложен в 1817 году. Большой главный купол здания венчала деревянная статуя богини Минервы также работы Прокофьева. В 1860 году она была демонтирована и на этом месте установили в 1885 году скульптурную композицию «Минерва, окруженная мальчиками-гениями искусств» работы А. Р. Бока, которая была утрачена спустя пятнадцать лет в результате пожара (была восстановлена в 2003 году). До 1918 года здание Императорской Академии художеств увенчивала фигура Прокофьева «Минерва с признаками художеств». Рядом с Академией расположена набережная Невы, сооружённая по проекту архитектора К. А. Тона в 1832—1834 годах.
В конце XIX — начале XX века была реконструирована и изменена отделка внутренних помещений здания Академии — эту работу выполнили архитекторы А. И. Резанов, Ф. И. Эппингер, Л. Н. Бенуа, В. А. Щуко.

Здание Академии в 2015 году